# Juliane Nagel

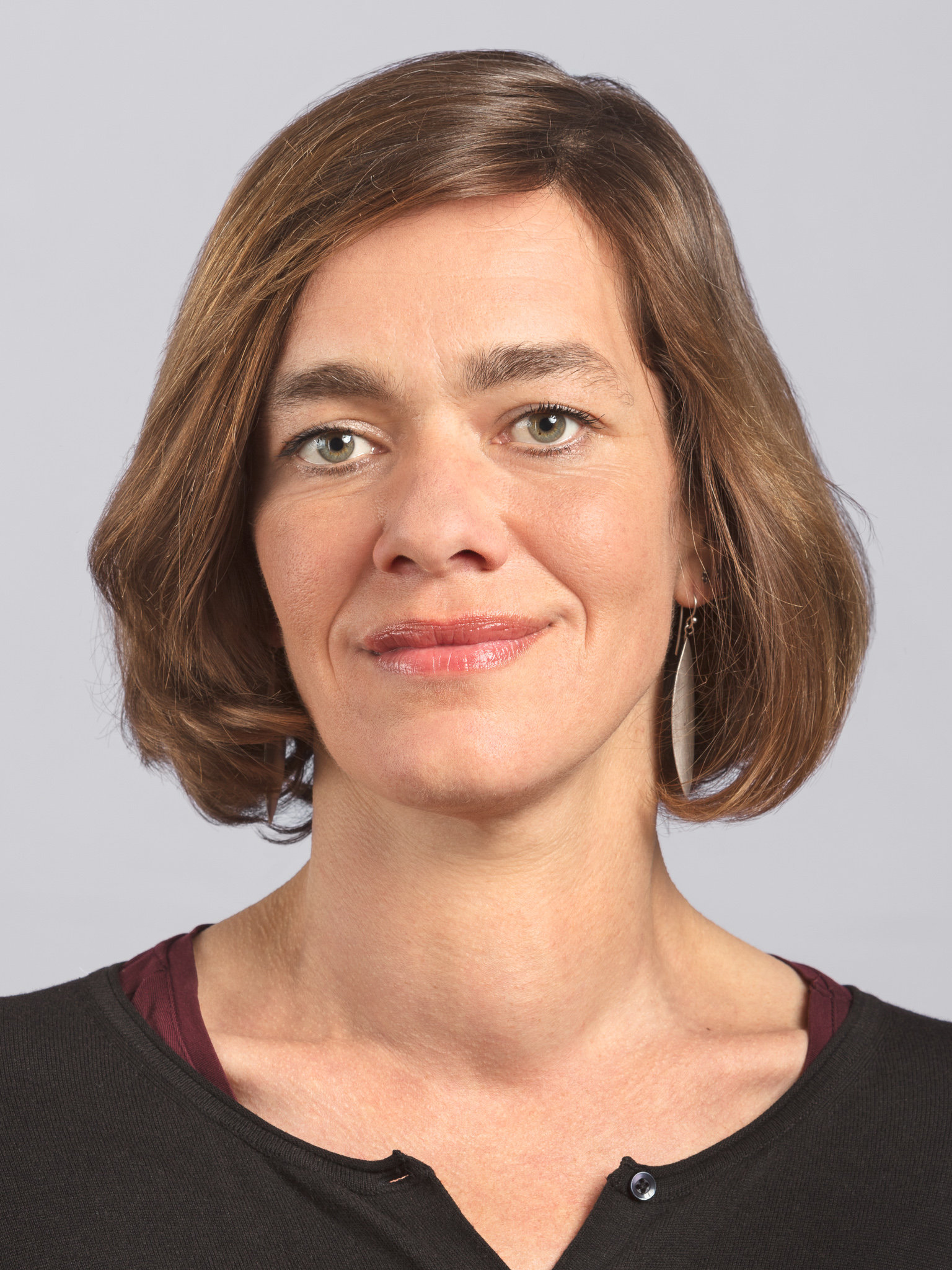
Juliane Nagel (2019)

Juliane Rahel Nagel (* 19. September 1978 in Leipzig) ist eine deutsche Politikerin (Die Linke) und seit 2009 Mitglied des Leipziger Stadtrats sowie seit 2014 durchgehend über ein Direktmandat Mitglied des Sächsischen Landtags.

## Leben
Juliane Nagel wurde am 19. September 1978 im Leipziger Stadtteil Connewitz geboren. Sie besuchte in Leipzig ein Gymnasium und legte dort 1997 ihr Abitur ab. Neben ihrer beruflichen Tätigkeit studierte sie Politikwissenschaft an der Universität Leipzig, unterbrach das Studium jedoch mit Einzug in den Landtag des Freistaates Sachsen. Juliane Nagel ist unter anderem Mitglied von ver.di, im Radioverein Leipzig und der Roten Hilfe. Sie war von 2009 bis 2014 Sprecherin des Aktionsnetzwerkes Leipzig nimmt Platz. Nagel lebt in Leipzig.

### Politische Laufbahn
Im Jahr 1999 trat Nagel der PDS bei. 1999 gründete Nagel mit anderen PDS-Mitgliedern das linXXnet-Büro in Connewitz. Sie war zunächst im linXXnet-Abgeordneten- und Projekte-Büro in Leipzig tätig. Nagel wurde 1999 erstmals in den Leipziger Stadtrat gewählt, musste das Amt jedoch 2001 nach einer Alkoholfahrt aufgeben. 2009, 2014, 2019 und 2024 wurde sie erneut in den Leipziger Stadtrat gewählt. Bei den Kommunalwahlen 2014, 2019 und 2024 erhielt sie stadtweit die meisten Stimmen unter allen Kandidaten. Nagel ist kinder- und jugend- sowie migrationspolitische Sprecherin ihrer Fraktion. Sie war zudem von 2004 bis 2009 Mitarbeiterin der Europaabgeordneten Sylvia-Yvonne Kaufmann und von 2009 bis 2014 wissenschaftliche Mitarbeiterin der Europaabgeordneten Cornelia Ernst.
Bei der Landtagswahl in Sachsen 2014 errang sie im Wahlkreis Leipzig 2 mit 28,3 % (u. a. gegen Robert Clemen, CDU) landesweit das einzige Direktmandat für ihre Partei, während alle anderen an die CDU gingen. Sie ist in ihrer Fraktion im sächsischen Landtag Sprecherin für Migrations-, Flüchtlings- und für Wohnungspolitik. Zudem ist sie stellvertretendes Mitglied im Innen- sowie im Verfassungs- und Rechtsausschuss. Nagel gilt laut Spiegel als „Sprachrohr und Netzwerkerin“ der linken Szene in Leipzig-Connewitz.
Auch bei der Landtagswahl in Sachsen 2019 erreichte sie mit 27,4 % der Erststimmen das einzige Direktmandat ihrer Partei und bei der Landtagswahl in Sachsen 2024 errang sie im Wahlkreis Leipzig 4 36,5 % der Erststimmen. Damit sicherten sie und Nam Duy Nguyen mit seinem Direktmandat im Wahlkreis Leipzig 1 auf der Basis der Grundmandatsklausel den Einzug der Partei Die Linke in den Landtag, die sonst an der Fünf-Prozent-Hürde gescheitert wäre.

### Kontroversen
Nach ihren Äußerungen zu einem umstrittenen Polizeieinsatz zum Jahreswechsel 2019/2020 im Leipziger Stadtteil Connewitz, den sie als Augenzeugin miterlebte, geriet sie im Januar 2020 in die Kritik und wurde Ziel von Bedrohungen. Obwohl sich später zeigte, dass diese Kritik auf einer einseitigen Darstellung der Ereignisse durch die Polizei basierte, distanzierte sich Nagel teilweise von ihren Aussagen.
Im Oktober 2022 wurde Nagel vom Amtsgericht Borna wegen Hausfriedensbruchs zu einer Geldstrafe von 15 Tagessätzen zu je 150 € verurteilt, da sie sich Ende November 2019 an einer von Ende Gelände durchgeführten Besetzung des Braunkohletagebaus Vereinigtes Schleenhain beteiligt hatte.

## Ehrungen
2013 erhielt sie für ihr vielfältiges Engagement gegen Neonazismus und Diskriminierung den Leipziger Friedenspreis des Vereins Friedensweg Leipzig und den Lysistrata-Friedenspreis, verliehen von LISA, der feministischen
Landesarbeitsgemeinschaft der Linken Sachsen.